# Río Pilaya
El río Pilaya es un río en los Andes del sur de Bolivia. El río tiene una longitud total de 125 kilómetros y forma el límite sureste de la alta región montañosa de la Cordillera de Tajzara o Tarachaca. Se forma en la confluencia del río Cedro Mayu y el río Pampa Largo. Aguas abajo, el río Pilaya desemboca en el río Pilcomayo, que forma parte del sistema fluvial del río de la Plata.
Administrativamente, el río corre entre el departamento de Chuquisaca en el noroeste y el departamento de Tarija en el sureste. Al noroeste del río Camblaya se encuentra la provincia de Sud Cinti con el municipio de   Culpina. Al sur del río se encuentra la provincia de Méndez con el municipio de San Lorenzo y la provincia de O'Connor. El río se ha hundido en el paisaje de alta montaña de la región, con un ancho del curso que varía de 50 a 1000 metros desde la unión con el río Camblaya. Su valle está casi deshabitado.
El Cañón del Pilaya formado por el río homónimo tiene una profundidad de alrededor de 3000 metros en algunos lugares, lo que lo convierte en uno de los más profundos del mundo. La importancia turística es aún baja debido a la falta de infraestructura.